# Piani reticolari

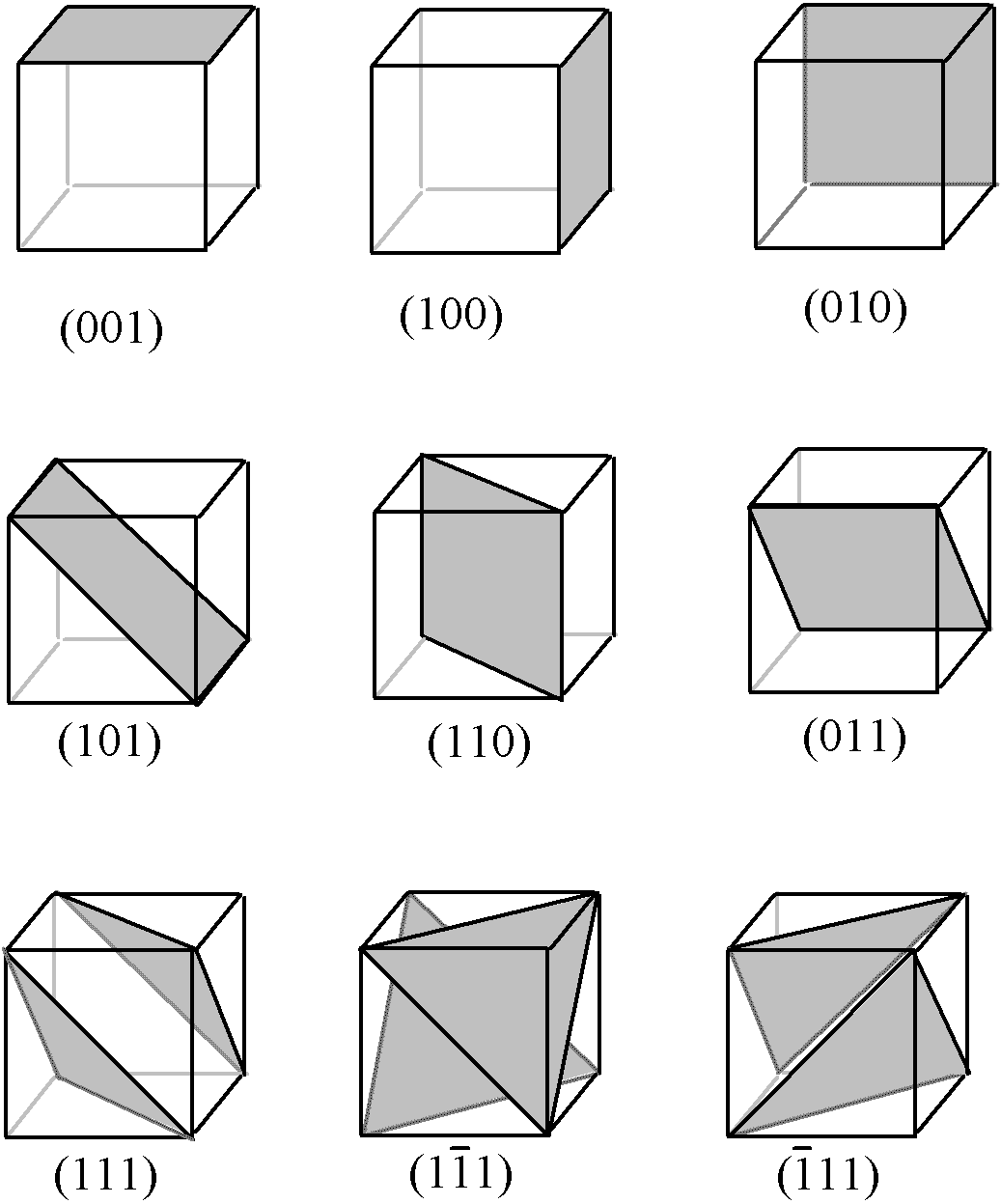
Vari piani reticolari di un reticolo cubico

In cristallografia, un piano reticolare è  un piano contenente almeno tre punti non collineari del reticolo di Bravais. A causa della dimensione infinita del cristallo automaticamente ognuno di tali piani
contiene infiniti punti del reticolo tridimensionale e costituisce un reticolo di Bravais
bidimensionale.
Si definisce famiglia di piani reticolari un insieme di piani reticolari paralleli ed egualmente spaziati, che contenga quindi tutti i punti del reticolo di Bravais tridimensionale. In figura vengono schematicamente mostrate alcuni piani reticolari di un reticolo cubico.
Una famiglia di piani reticolari è caratterizzata dalla distanza tra i piani {\displaystyle d\ } e dal versore normale {\displaystyle {\hat {n}}\ } al generico piano cioè il vettore:
{\displaystyle \mathbf {k} _{d}={\frac {2\pi }{d}}{\hat {n}}\ }
è un vettore del reticolo reciproco che quindi identifica in maniera univoca una famiglia di piani.
Tale affermazione si dimostra facilmente. Scegliamo un sistema di coordinate cartesiane tale che l'origine sia su un punto del reticolo.
Esisterà sempre un piano reticolare {\displaystyle 1\ } tale che il generico vettore {\displaystyle \mathbf {r} _{1}\ } che congiunge un punto del piano reticolare all'origine è tale che:
{\displaystyle \mathbf {k} _{d}\cdot \mathbf {r} _{1}=0\ }
Ma un generico altro punto dello spazio, appartenente alla famiglia, ed ubicato sul piano che dista {\displaystyle sd\ } dal primo piano (dove {\displaystyle s\ } è un intero positivo o negativo) dista dall'origine:
{\displaystyle \mathbf {r} _{i}=\mathbf {r} _{1}+sd{\hat {n}}\ }
Il prodotto scalare di tale vettore con {\displaystyle {\vec {k}}_{d}\ } vale:
{\displaystyle \mathbf {k} _{d}\cdot (\mathbf {r} _{1}+sd{\hat {n}})=s2\pi \ }
Quindi:
{\displaystyle e^{i\mathbf {k} _{d}\cdot \mathbf {r} _{i}}=1\ }
Essendo {\displaystyle \mathbf {r} _{i}\ } un generico vettore del reticolo di Bravais tale condizione è proprio la definizione di vettore del reticolo reciproco. Notare come i vettori {\displaystyle \mathbf {r} _{i}\ } ricoprano tutto il reticolo diretto.
Ovviamente si può ragionare in maniera duale e partire da un generico vettore del reticolo
reciproco {\displaystyle \mathbf {G} \ } e dire che ad esso è associata una famiglia di piani ad esso perpendicolari di distanza pari a {\displaystyle d=(2\pi )/|G|\ }.
Notare che va considerato il vettore del reticolo reciproco più corto in una certa direzione, infatti se ho un vettore {\displaystyle \mathbf {G} _{d}\ } del reticolo reciproco il più corto in una certa direzione  uno {\displaystyle \mathbf {G} _{l}\ } {\displaystyle m\ } volte più grande sarà:
{\displaystyle \mathbf {G} _{l}=m\mathbf {G} _{d}\ }
con {\displaystyle m\ } intero.
Avendo mostrato che la famiglia di piani associata il vettore {\displaystyle \mathbf {G} _{d}\ } ricopre tutto lo spazio con una famiglia di piani di spaziatura {\displaystyle d=(2\pi )/|K|\ }. La famiglia di piani associato a {\displaystyle \mathbf {G} _{l}\ } ha una spaziatura {\displaystyle d/m\ } e quindi descrive un reticolo con più punti di quello reale.
Consideriamo un generico vettore {\displaystyle \mathbf {G} _{d}\ } (il più corto nella sua direzione) sarà
tale che:
{\displaystyle \mathbf {G} _{d}=h\mathbf {b} _{1}+k\mathbf {b} _{2}+l\mathbf {b} _{3}\ }
Alle famiglie di piani si associano gli indici di Miller, le coordinate del vettore del reticolo reciproco associato (in parentesi tonda):
{\displaystyle (h,k,l)\ }